# اکتبر
اُکتُبر، در فارسی دَری «اکتوبر» (به انگلیسی: October) دهمین ماه سال در گاهشماری گریگوری و ژولینی است و ششمین ماهی است که ۳۱ روز دارد.
اکتبر از آن‌جا که در گاهشماری کهن رومی ماه هشتم سال بود نامش را از واژهٔ لاتین ôctō به معنی هشت گرفته‌است. (این ماه برابر با برج هشتم " آبان یا کژدم " در سال جلالی می‌باشد. به این سوظن که سال میلادی بر اساس سال خورشیدی و جلالی نگاشته شده‌است صحه می‌گذارد )
سه روز در سال ارواحی که مورد علاقهٔ انسان‌ها بودند (مِینیز) آزاد بودند و می‌توانستند با زنده‌ها ارتباط داشته باشند یکی از این سه روز در ماه اکتبر، پنجم اکتبر قرار داشت. از جمله دیگر روزهای بااهمیت اکتبر در دوران روم باستان می‌توان به مدیترینالیا در ۱۱ اکتبر، آگوستالیا در ۱۲ اکتبر، اسب اکتبر در ۱۵-اُم ماه و آرمیلوستریوم در ۱۹ اکتبر اشاره کرد. این روزها با گاهشماری گریگوری امروزی مطابقت ندارد. در آنگلوساکسون یا انگلیسی باستان به ماه اکتبر Winterfylleth گفته می‌شود به معنی ماه کامل (fylleth) زمستان (Winter)؛ چون فرض بر این است که زمستان در این ماه آغاز می‌شود.
ماه اکتبر به‌طور معمول در نیم‌کرهٔ شمالی با فصل پاییز و در نیم‌کرهٔ جنوبی با فصل بهار همراه است.

## رویدادهای اکتبر
۱ _ ۱۰ اکتبر : جنایت قتل میدان کتابی فاطمه (لاله) سحرخیزان ؛خیّر و همسر اول ناصر محمدخانی 

### بزرگداشت‌های غیر میلادی
- ۲ اکتبر: مهرگان در گاه‌شماری هجری خورشیدی، ایران.
- ۳ اکتبر (سال ۲۰۱۷): مرتبط با واقعهٔ عاشورا (روزهای مهم در شیعه)
- ۳–۴ اکتبر: تسموفوریا (گاه‌شماری آتیکی)
- ۴ اکتبر: جشن سایه‌بان‌ها (گاه‌شماری عبری)
- ۵ اکتبر: روز عروج گوتاما بودا به آسمان توشیتا (آیین بوداییِ ترواده، گاه‌شماری سنتی برمه‌ای)
- ۵ اکتبر: روز جهانی معلم، روز مهندسی در بولیوی
- ۴–۶ اکتبر: چوسوک (گاه‌شماری کره‌ای)
- ۵–۱۱ اکتبر: جشن سایه‌بان‌ها (گاه‌شماری عبری)
- ۷ اکتبر ۲۰۱۷: یادبود عام الفیل (روزهای مهم در شیعه، گاه‌شماری هجری قمری)
- ۸ اکتبر ۲۰۱۷: تغییر قبلهٔ مسلمانان (روزهای مهم در شیعه، گاه‌شماری هجری قمری)
- ۱۲ اکتبر: سیمخاط تورا (گاه‌شماری عبری)
- ۱۷–۲۱ اکتبر: جشنوارهٔ روشنایی‌ها، تیهار (گاهشماری ویکرم سموت نپال، هندوئیسم)
- ۱۸، ۱۹ و ۲۲ اکتبر: دیوالی (هندوئیسم)
- ۲۳ اکتبر: روز مول، باهاب (گاه‌شماری عبری)
- ۲۹ اکتبر: روز کوروش بزرگ (گاه‌شماری هجری خورشیدی)

### یادآوری‌های ماه
- ماه آگاهی از سندرم رت[۵]
- ماه آگاهی جهانی از نابینایی[۶]